# Ferroviário Esporte Clube (Serra Talhada)
O Ferroviário Esporte Clube (conhecido popularmente como Ferroviário de Serra Talhada ou simplesmente Ferroviário-ST e cujo acrônimo é FEC), é um clube de futebol brasileiro da cidade de Serra Talhada, no estado de Pernambuco. Foi fundado em 15 de setembro de 1979 e suas cores oficiais, são o verde e branco.

## História
Tem como modalidade esportiva principal o futebol e é um dos clubes mais tradicionais da terra do xaxado e um dos mais tradicionais do interior pernambucano. Dividia o apoio popular da cidade de Serra Talhada, no final dos anos 90, com o Serrano Futebol Clube seu rival. 
Já disputou a Série A2 do Campeonato Pernambucano em três ocasiões, sendo campeão em uma ocasião (em 1997) e participou de cinco edições da primeira divisão pernambucana, sendo a de 2002 sua última participação na elite. Atualmente, o clube se encontra em estado de licenciamento do futebol profissional, sendo que sua última participação em competições profissionais foi na edição de 2005 da segunda divisão estadual, onde a equipe terminou a competição na 6ª colocação e 51,28% de aproveitamento.
O Ferroviário de Serra Talhada, mandava seus jogos no estádio Municipal Nildo Pereira de Menezes, que tem a capacidade de 5 mil pessoas.

## Símbolos

### Escudo
Desde os primeiros jogos disputados e assim como todos os outros clubes com relações com transporte ferroviários, o escudo do Ferroviário de Serra Talhada possui características e símbolos que remete a categoria, como uma linha férrea.
Atualmente, esse tipo de símbolo deu lugar a duas setas que remete ao sentido e férreo de uma ferrovia, em que ambos os trilhos se unem em um. No lugar da linha férrea, foi substituída por uma bola de futebol no centro, que lembra o esporte praticado pelo clube o no resto do mundo. Um dos desportos mais populares do planeta. 

### Uniformes
- 1º - Camisa com listras verticais em verde e branco, calção branco e meias verdes, com listras horizontais verde-claro;

| Primeiro |

## Títulos
| ESTADUAIS | ESTADUAIS                            | ESTADUAIS | ESTADUAIS  |
|           | Competição                           | Títulos   | Temporadas |
| --------- | ------------------------------------ | --------- | ---------- |
|           | Pernambucano - Série A2              | 1         | 1997       |
| REGIONAIS |                                      |           |            |
|           | Competição                           | Títulos   | Temporadas |
|           | Copa Vale do Pajeú                   | 2         | —          |
|           | Campeonato Citadino de Serra Talhada | 10        | —          |

## Estatísticas

### Campanhas de destaque
| Ferroviário Esporte Clube          | Ferroviário Esporte Clube | Ferroviário Esporte Clube | Ferroviário Esporte Clube | Ferroviário Esporte Clube |
| Torneio                            | Campeão                   | Vice-campeão              | Terceiro colocado         | Quarto colocado           |
| ---------------------------------- | ------------------------- | ------------------------- | ------------------------- | ------------------------- |
| Campeonato Pernambucano            | 0 (não possui)            | 0 (não possui)            | 0 (não possui)            | 0 (não possui)            |
| Campeonato Pernambucano - Série A2 | 1 (1997)                  | 0 (não possui)            | 0 (não possui)            | 0 (não possui)            |

### Participações
| Competição | Competição                         | Temporadas | Melhor campanha | Estreia | Última | P | R |
| Pernambuco | Campeonato Pernambucano            | 5          | 5° colocado     | 1998    | 2002   |   | – |
| Pernambuco | Campeonato Pernambucano - Série A2 | 3          | Campeão (1997)  | 1997    | 2005   | 1 |   |